# 陳寧寧 (學者)
陳寧寧（1945年—），臺灣臺南市人，韓國文學研究者、教授，原任中國文化大學韓國語文學系教授，現已退休。

## 生平
她留學韓國多年，曾在首爾梨花女子大學讀韓國語文學系大學部（1966年－1969年）和碩士、首爾建國大學博士（韓國文學專業）。
1998年10月9日得時任韓國總理金鍾泌頒授寶冠文化勳章。

## 著作
著有《韓國研究導論》（2001年）、《韓客記》（2007年）等書。

## 译作
她是臺灣譯介黃皙暎的第一人，從原文譯了中短篇集《黃皙暎》（收錄〈客地〉、〈韓氏年代記〉、〈纖纖玉手〉等篇）和長篇《悠悠家園》，並在黃皙暎兩次訪臺期間擔任現場口譯。其中《悠悠家園》在中國大陸上海出了簡體字版。
她還譯了崔仁勳的《廣場》等書。